# فرودگاه پوواتکا ریج
 فرودگاه پوواتکا ریج (به انگلیسی: Powwatka Ridge Airport) یک فرودگاه خصوصی است که یک باند فرود بتن دارد و طول باند آن ۸۹۹ متر است. این فرودگاه در کشور ایالات متحده آمریکا قرار دارد و در ارتفاع ۱۰۱۸ متری از سطح دریا واقع شده است.